# 영동 무첨재
영동 무첨재(永同 無添齋)은 충청북도 영동군 매곡면 옥전리에 있는 조선시대의 건축물이다. 1993년 6월 4일 충청북도의 유형문화재 제172호로 지정되었다.

## 개요
조선 중종 17년(1522) 왕가의 외손자 안요가 후학을 교육하고 양성하려는 목적으로 세운 건물이다. 후학들이 세상을 부끄러움 없이 살아가라는 뜻에서 ‘무첨재’로 이름지었다고 한다. 1872년 화재로 일부가 타버려 고쳐지었고 1911년, 1948년에도 수리하였는데 지금 있는 건물은 1994년에 고친 것이다.
앞면 4칸·옆면 2칸 규모로 지붕은 옆모습이 여덟 팔(八)자 모양과 비슷한 팔작지붕이다. 지붕 처마를 받치기 위해 기둥 윗부분에 만든 공포는 새 날개 모양으로 장식하여 짜 맞추는 수법(익공 양식)을 이용하였다. 가운데 2칸에 널따란 마루를 두어 대청으로 꾸몄고 양쪽 끝방은 온돌방으로 만들었다.
무첨재는 조선 후기 건축기법을 잘 간직하고 있는 건물이다.

## 참고 자료
- 영동 무첨재 - 국가유산청 국가유산포털